# دسترسی اجتماعی
دسترسی اجتماعی (به انگلیسی: Social access) مفهومی از ارائه خدمات عمومی، امکانات و امور فاهی برای گروه‌های کاربری مورد نظر است. دسترسی محدود ممکن است به دلیل هزینه بالای آنها، نبود زیرساخت مناسب یا به دلیل تعصبات درون جامعه باشد که استفاده را محدود می‌کند. سیاست‌گذاران شهری برای دسترسی همگانی به آب آشامیدنی، دفع فاضلاب، دفع پسماند جامد، کمک‌های پزشکی و آموزش برنامه‌ریزی می‌کنند. سیاست‌ها ممکن است فرض کنند که بخش خصوصی بخشی از این نیازها را تأمین می‌کند. «دسترسی» واقعی این سیستم‌ها معمولاً بسیار کمتر از حد مورد نیاز است. این امر به ویژه در جوامع نوظهور و به سرعت در حال توسعه شهری یک نگرانی است.
دسترسی اجتماعی برای اصول شهرسازی هوشمند که از فرصت‌های اجتماعی و اقتصادی به عنوان یکی از بدیهیات اساسی خود حمایت پشتیبانی می‌کند، محوری است.